# Karl Strecker
Karl Strecker, nemški general, * 20. september 1884, Radmannsdof, † 10. april 1973.